# 1. Fussball Club Haßfurt 1917 e.V.
1. Fussball Club Haßfurt 1917 e.V. é uma agremiação esportiva alemã, fundada a 15 de fevereiro de 1917, sediada em Haßfurt, na Baviera.

## História
Em 1938, fez uma fusão com o TV Haßfurt para formar o SpVgg Haßfurt. Em 1945, foi dissolvido pelos aliados como todas as associações, incluindo as esportivas, de acordo com a Diretiva n° 23. O clube foi rapidamente reconstituído e de 1945 a 1948 tomou a denominação de 1. FC Haßfurt-ASV.
Em 1961, o 1. FC Haßfurt se sagrou campeão da 1. Amateurliga Bayern. Graças ao título, participou da fase final para a subida à 2. Oberliga Süd. Ao ser vencedor da chave, conseguiu sua promoção ao segundo nível da hierarquia do futebol alemão, mas a Federação hesitou em concordar com a ascensão, considerando que um clube de uma pequena localidade de apenas 6.800 habitantes não forneceria garantias econômicas necessárias para estar numa segunda divisão. Um jogo de apoio foi organizado entre o BSV 07 Schwenningen e o Offenburger FV para designar o segundo classificado. Finalmente, o 1. FC Haßfurt foi autorizado a disputar a 2. Oberliga Süd.
Qualificado para o Campeonato Amador Alemão, 1961, o time chegou às semifinais ao perder para o Siegburger SV 04. O clube asseguraria sua permanência na segunda divisão até 1962 quando chegou em décimo lugar. No ano seguinte terminou em décimo-quarto, mesmo ano em que a 2. Oberliga Süd foi dissolvida. O time então passou a fazer parte da Regionalliga Süd e retornou à Amateurliga Bayern. Rebaixado ao quarto nível em 1972, o 1. FC Haßfurt subiu quatro anos mais tarde. Campeão da Amateurliga Bayern, em 1978, renunciou à disputa da 2. Bundesliga, deixando seu lugar para o MTV Ingolstadt, se contentando assim de ser um dos fundadores da Oberliga Bayern, novamente instaurada para ser o terceiro nível.
Vice-campeão da Oberliga, em 1980, atrás do FC Augsburg, o 1. FC Haßfurt desceu à Landesliga Bayern-Nord ao final da temporada seguinte. O time não passaria mais do quarto nível, recuando cada vez mais na pirâmide. Em 1985, foi rebaixado ao quinto nível, a Bezirksliga. Voltou três anos mais tarde e caiu novamente em 1993. Após a instauração da Regionalliga como terceiro estágio do futebol alemão, o clube já se encontrava na sexta divisão.
Em 2001, chegou à Landesliga Bayern-Nord, quinta divisão, na qual terminou em quarto na temporada seguinte. Em 2005, caiu para a Bezirksoberliga Unterfranken, na qual foi vice-campeão, em 2007, e subiu na fase final.
Em 2008, a Landesliga Bayern-Nord passou a ser o sexto nível por ocasião da criação da 3. Liga, equivalente à terceira divisão.
Em 2009 e 2010, o clube foi rebaixado por duas vezes consecutivas decaindo da Bezirksoberliga Unterfranken à Bezirksliga Unterfranken. Na temporada 2010-2011, o time chegou à Bezirksliga Bayern (Unterfranken, Grupo 2), o oitavo nível do futebol alemão.

## Títulos
- Amateurliga Bayern (III)
  - Campeão: 1978;
- Amateurliga Bayern-Nord (III)
  - Campeão: 1961;
- 2. Amateurliga Unterfranken West (IV)
  - Campeão: (2) 1954, 1957;
- 2. Amateurliga Unterfranken Ost (IV)
  - Campeão: 1959;
- Landesliga Bayern-Nord (IV)
  - Campeão: 1976;
- Bezirksoberliga Unterfranken (V-VI)
  - Campeão: 1990, 2001;
  - Vice-campeão: (2) 1996, 2007;

## Cronologia recente
| Temporada | Divisão                      | Módulo | Posição |
| 1999–2000 | Bezirksoberliga Unterfranken | VI     | 3°      |
| 2000–01   | Bezirksoberliga Unterfranken | VI     | 1° ↑    |
| 2001–02   | Landesliga Bayern-Nord       | V      | 4°      |
| 2002–03   | Landesliga Bayern-Nord       | V      | 11°     |
| 2003–04   | Landesliga Bayern-Nord       | V      | 11°     |
| 2004–05   | Landesliga Bayern-Nord       | V      | 17° ↓   |
| 2005–06   | Bezirksoberliga Unterfranken | VI     | 4°      |
| 2006–07   | Bezirksoberliga Unterfranken | VI     | 2° ↑    |
| 2007–08   | Landesliga Bayern-Nord       | V      | 16°     |
| 2008–09   | Landesliga Bayern-Nord       | VI     | 17° ↓   |
| 2009–10   | Bezirksoberliga Unterfranken | VII    | 16° ↓   |
| 2010–11   | Bezirksliga Unterfranken 2   | VIII   | 5°      |
| 2011–12   | Bezirksliga Unterfranken 2   | VIII   | 14° ↓   |
| 2012–13   | Kreisliga                    | VIII   | °       |

## Retrospecto na Copa da Alemanha
| Temporada | Fase          | Data                 | Mandante      | Adversário      | Resultado |
| 1981–82   | Primeira fase | 28 de agosto de 1981 | 1. FC Haßfurt | 1. FC Nuremberg | 0 a 2     |

## Fonte
- Vereinslexikon, Hardy Grüne, AGON, 2001, Seite 215, ISBN 3-89784-147-9